# Fortitudo Pro-Roma S.G.S
Fortitudo Pro-Roma Società di Ginnastica e Scherma foi um clube de futebol italiano com sede na cidade de Roma, originalmente fundado em 1908. O clube é mais conhecido por ser um dos três clubes que se fundiram em 1927 para formar a AS Roma.